# Microrregión del Litoral Sur (Paraíba)
La microrregión del Litoral Sur es una de las microrregiones del estado brasileño de Paraíba perteneciente a la mesorregión Zona Mata Paraibana. Su población fue estimada en 2006 por el IBGE en 102.988 habitantes y está dividida en cuatro municipios. Posee un área total de 1.042,989 km².

## Municipios
- Alhandra - 18.007 Habitantes
- Caaporã - 20.362 Habitantes
- Piedras de Fuego - 27.032 Habitantes
- Pitimbu - 17.024 Habitantes

Total: 80,425 habitantes, según el censo del IBGE 2010.
- Datos: Q2254943